# Ali Güneş
Ali Mehmet Güneş (* 23. November 1978 in Donaueschingen) ist ein ehemaliger deutsch-türkischer Fußballspieler und heutiger Fußballtrainer.

## Spielerkarriere

### Vereine
Der in Bräunlingen aufgewachsene Güneş kam 1996 zu den Junioren vom SC Freiburg (SCF), zuvor hatte er in den Jugendabteilungen des TuS Bräunlingen, des FV Donaueschingen und des FC 08 Villingen gespielt.
Zur Saison 1997/98 rückte der Mittelfeldspieler in den Profikader der Freiburger auf und erzielte unter anderem am letzten Spieltag den entscheidenden 2:1-Sieg und sicherte damit seiner Mannschaft die Vizemeisterschaft der 2. Bundesliga. Daraufhin entwickelte er sich in der folgenden Saison 1998/99 zum Stammspieler mit 32 Einsätzen und mit erzielten vier Toren, davon zwei Tore am letzten Spieltag gegen 1. FC Nürnberg, womit er seiner Mannschaft endgültig den Klassenerhalt sicherte. Mit diesen Toren erzielte Güneş auch die letzten Profikarriere-Gegentore des gegnerischen Torhüters Andreas Köpke. In der darauffolgenden Saison verlor Güneş nach dem 10. Spieltag seinen Stammplatz. Nach nur noch zwei Einsätzen in der Rückrunde der Saison 1999/2000 verließ der damalige türkische Juniorennationalspieler den SCF und wechselte zum Fenerbahçe Istanbul.
Mit Fenerbahçe gewann er sowohl 2001 als auch 2004 die türkische Meisterschaft. In der Liga-Saison 2000/01 trug Güneş entscheidend am viertletzten Spieltag mit einem erzielten Tor im interkontinentalen Derbyspiel gegen den Tabellenführer Galatasaray Istanbul zum 2:1-Derbysieg mit. Mit diesem Sieg übernahm er mit seiner Mannschaft die Tabellenführung, verteidigten es bis zum Saisonende und wurden somit türkischer Meister 2001. Darüber hinaus wurde Güneş gemäß der Fenerbahçe-Mythologie mit seinem erzielten Tor gegen den Erzrivalen Galatasaray zu einem richtigen Fenerbahçe-Spieler.
2004 wechselte er ablösefrei zum Ligakonkurrenten Beşiktaş Istanbul, mit dem er 2006 türkischer Pokalsieger wurde. Ali Güneş wechselte zur Saison 2007/08 ablösefrei zum SC Freiburg zurück. Am 15. Juni 2009 wurde der bis 2010 laufende Vertrag einvernehmlich aufgelöst. In der Spielzeit 2009/10 spielte Güneş für Kasımpaşa Istanbul. Ende August 2010 wurde er als Verstärkung beim Süperlig-Aufsteiger Bucaspor vorgestellt, löste seinen dortigen Vertrag aber nach zwei Ligaeinsätzen im Dezember 2010 wieder auf.
Nach dem Ende seiner Profikarriere spielt er noch bei seinen ehemaligen Jugendvereinen FV Donaueschingen in der Landesliga. Von 2014 bis 2018 lief Güneş für den FC 08 Villingen in der Ober- bzw. Verbandsliga auf. Im Juli 2019 verpflichtete ihn der Landesligist FC 07 Furtwangen für die Hinrunde der kommenden Saison.

### Nationalmannschaft
Mit dem türkischen U-21-Nationalteam nahm er 2000 an der U-21-Europameisterschaft teil. Für die türkische A-Nationalmannschaft hatte Güneş im Mai 2004 bei einem Freundschaftsspiel gegen Australien (Endstand 3:1) seinen einzigen Länderspieleinsatz. Er stand insgesamt viermal im Spielkader der türkischen A-Nationalmannschaft zwischen Mai und Juni 2004.

## Trainer
Im Jahr 2023 übernahm Güneş das Traineramt beim südbadischen Landesligisten Türkischer SV Singen. Bei seiner ersten Trainerstation gelang es ihm auf Anhieb, mit seiner Mannschaft die Meisterschaft zu erringen und den damit verbundenen Aufstieg in die Verbandsliga Südbaden zu feiern. Im Folgejahr gelang der Durchmarsch in die Oberliga Baden-Württemberg, in den Aufstiegsspielen setzte man sich nach einer 0:2-Niederlage im Hinspiel mit 5:1 nach Verlängerung gegen den württembergischen Vertreter FC Holzhausen durch. Bereits zuvor war bekannt geworden, dass Güneş den Verein im Sommer 2025 verlassen wird.

## Erfolge
- Mit SC Freiburg (1997–2000, 2007–2009)
  - 2 × Aufstiege in die Bundesliga
    - als Vizemeister der 2. Bundesliga: 1997/98
    - als Meister der 2. Bundesliga: 2008/09

- Mit Fenerbahçe Istanbul (2000–2004)
  - Türkische Meisterschaft: Meister 2000/01, Vizemeister 2001/02, Meister 2003/04
  - Türkischer Pokal: Finalist 2001/02

- Mit Beşiktaş Istanbul (2004–2007)
  - Türkischer Pokal: Sieger 2005/06; Sieger 2006/07 (ohne Einsatz)
  - Türkischer Supercup: Sieger 2006 (ohne Einsatz)
  - Türkische Meisterschaft: Vizemeister 2006/07[16]